# マクリ
マクリ（学名：Digenea simplex）は、フジマツモ科マクリ属（本種のみ1属1種）の紅藻の一種。別名はカイニンソウ（海人草）。
大西洋、地中海、紅海、インド洋などの暖流流域に分布し、海底や珊瑚礁に生育する。

## 生薬
回虫の駆虫薬として有名で、日本薬局方にも収録され市販されている。薬理成分はカイニン酸（海人草にちなむ）である。